# 923
Năm 923 là một năm trong lịch Julius.

## Sự kiện
- Hậu Đường Trang Tông diệt nhà Hậu Lương tại Trung Quốc.

## Mất
- 15 tháng 11 – Vương Ngạn Chương, danh tướng nhà Hậu Lương thời Ngũ đại Thập quốc.